# Alexis Guérinot
Alexis Guérinot, né le 3 mars 1995 à Sainte-Foy-lès-Lyon, est un rameur français. Il est le fils de Stéphane Guérinot.

## Biographie
Il a suivi ses études à Sainte-Marie Lyon.

## Palmarès

### Championnats du monde
| Discipline                       | Trakai 2013 Lituanie | Varèse 2014 Italie | Aiguebelette 2015 France | Rotterdam 2016 Pays-Bas | Poznań 2016 Pologne | Plovdiv 2017 Bulgarie |
| -------------------------------- | -------------------- | ------------------ | ------------------------ | ----------------------- | ------------------- | --------------------- |
| Deux sans barreur poids légers   | 18e                  | 5e                 |                          |                         |                     | 10e                   |
| Quatre sans barreur poids légers |                      |                    |                          |                         | Bronze              |                       |
| Huit poids légers                |                      |                    | Argent                   | Or                      |                     |                       |
| Huit toutes catégories           |                      |                    |                          |                         |                     |                       |

### Championnats d'Europe
| Discipline | Séville 2013 Espagne | Belgrade 2014 Serbie | Poznań 2015 Pologne |
| ---------- | -------------------- | -------------------- | ------------------- |
| Huit, pl   |                      |                      |                     |